# Nintendo Mini Classics
Nintendo Mini Classics is een reeks van kleine lcd-spellen gelicentieerd door Nintendo. De meeste spellen zijn klassiekers van de Game & Watch, zoals Super Mario Bros. en The Legend of Zelda.

## Uiterlijk
De Nintendo Mini leek heel erg op een kleine Game Boy, en had ook de A en B knoppen. De lcd-spellen waren klein genoeg om in een broekzak bewaard te worden.

### Verschillende kleuren
Vanaf 1998 werden er sommige Nintendo Mini's (vooral Mario en Donkey Kong) opnieuw uitgegeven met een nieuwe kleur.

## Gameplay
Eigenlijk zijn deze Nintendo Mini Classics sterk vergelijkbaar met de originele Game & Watch-spellen, omdat hetzelfde principe wordt gebruikt. De spellen waren ook bijna hetzelfde, met hier en daar wat veranderingen aan kleur en/of gameplay.

## Lijst van spellen voor de Nintendo Mini Classics

### Game & Watch heruitgaves
- Donkey Kong (Dubbel-Scherm) (1982)
- Donkey Kong Jr. (1982)
- Fire (1980, 1981)
- Parachute (1981)
- Mario's Cement Factory (1983)
- Octopus (1981)
- Oil Panic (Dubbel-Scherm) (Exclusief voor Europa) (1982)
- Snoopy Tennis (1982)
- Super Mario Bros. (1986, 1988)
- Zelda Game & Watch (Legend of Zelda) (Dubbel-Scherm) (1989)[1]

### Originele titels
- Carrera
- Harry Potter and the Goblet of Fire (Exclusief voor Europa)
- Poker (Exclusief voor Europa)
- Smurfs (Exclusief voor Europa)
- Soccer
- Spider-Man
- Star Trek: The Next Generation (Één scherm/Dubbel-Scherm) (Exclusief voor Europa)
- Sudoku (Exclusief voor Europa)
- Tetris (Exclusief voor Europa)
- UEFA Euro 2008 (Exclusief voor Europa)
- Yu-Gi-Oh